# Chan Hao-ching
Dit is een Chinese naam; de familienaam is Chan.
Chan Hao-ching (Taichung, 19 september 1993) is een tennisspeelster uit Taiwan. Zij is de jongere zus van Chan Yung-jan alias Latisha Chan (sinds 2018) en begon op driejarige leeftijd met tennis. Haar favoriete ondergrond is hardcourt. Zij is rechtshandig en speelt tweehandig aan beide zijden (backhand en forehand). Zij is actief in het internationale tennis sinds 2007.

## Loopbaan
In 2007 speelde Chan haar eerste ITF-toernooi – in datzelfde jaar won zij het ITF-dubbelspeltoernooi van Taoyuan. Zij legt zich voornamelijk toe op het dubbelspel. Daarin bereikte zij de vijfde positie op de WTA-ranglijst, in juni 2016. Samen met haar zus bereikte zij 24 keer een WTA-finale, waarvan zij er vijftien wonnen. Tot op heden(juli 2024) won zij 23 WTA-dubbelspeltitels in totaal, de meest recente in 2024 in Stuttgart samen met Veronika Koedermetova.
In 2014 bereikte zij, met Wit-Rus Maks Mirni aan haar zijde, een grandslamfinale in het gemengd dubbelspel van Wimbledon – zij moesten de zege laten aan Samantha Stosur en Nenad Zimonjić. In 2017 bereikte zij, nu met Michael Venus uit Nieuw-Zeeland, de finale van het gemengd dubbelspel van het US Open – dit keer werd de titel opgeëist door Martina Hingis en Jamie Murray. Op het US Open 2019 drong zij met Michael Venus opnieuw tot de finale door – daar wachtte hen een nederlaag uit de handen van Bethanie Mattek-Sands en Jamie Murray.
Ook in het vrouwendubbelspel bereikte zij al eens een grandslamfinale, in 2017 op Wimbledon, samen met de Roemeense Monica Niculescu – het ervaren koppel Russinnen Jekaterina Makarova en Jelena Vesnina trakteerde hen op een dubbele bagel.
In de periode 2015–2024 maakte Chan deel uit van het Taiwanese Fed Cup-team – zij behaalde daar een winst/verlies-balans van 14–6.

## Posities op deWTA-ranglijst
Positie per einde seizoen:
| jaar | rang enkelspel | rang dubbelspel |
| ---- | -------------- | --------------- |
| 2008 | –              | 556             |
| 2009 | –              | 785             |
| 2010 | –              | 479             |
| 2011 | –              | 119             |
| 2012 | –              | 50              |
| 2013 | 1195           | 26              |
| 2014 | 1237           | 27              |
| 2015 | –              | 12              |
| 2016 | –              | 12              |
| 2017 | –              | 17              |
| 2018 | –              | 25              |
| 2019 | –              | 15              |
| 2020 | –              | 15              |
| 2021 | –              | 32              |
| 2022 | –              | 40              |
| 2023 | –              | 21              |

## Resultaten grandslamtoernooien
| Legenda | Legenda                          |
| ------- | -------------------------------- |
| g.t.    | geen toernooi gehouden           |
| l.c.    | lagere categorie                 |
| –       | niet deelgenomen                 |
| G       | uitgeschakeld in de groepsfase   |
| 1R      | uitgeschakeld in de eerste ronde |
| 2R      | uitgeschakeld in de tweede ronde |
| 3R      | uitgeschakeld in de derde ronde  |
| 4R      | uitgeschakeld in de vierde ronde |
| KF      | uitgeschakeld in de kwartfinale  |
| HF      | uitgeschakeld in de halve finale |
| F       | de finale verloren               |
| W       | het toernooi gewonnen            |
| w-v     | winst/verlies-balans             |

### Enkelspel
Chan nam in het enkelspel nog niet aan een grandslamtoernooi deel.

### Vrouwendubbelspel
| toernooi        | 2012 | 2013 | 2014 | 2015 | 2016 | 2017 | 2018 | 2019 | 2020 | 2021 | 2022 | 2023 | 2024 |
| --------------- | ---- | ---- | ---- | ---- | ---- | ---- | ---- | ---- | ---- | ---- | ---- | ---- | ---- |
| Australian Open | –    | 1R   | 3R   | 1R   | KF   | 1R   | 3R   | KF   | HF   | 1R   | –    | KF   | 2R   |
| Roland Garros   | 3R   | 2R   | 2R   | 3R   | KF   | 3R   | HF   | 2R   | –    | 3R   | 1R   | KF   | 3R   |
| Wimbledon       | 1R   | 1R   | 1R   | 3R   | 2R   | F    | 2R   | 3R   | g.t. | KF   | KF   | 2R   | 3R   |
| US Open         | 1R   | 1R   | 2R   | KF   | 2R   | KF   | 2R   | 2R   | –    | 1R   | 3R   | 2R   | HF   |

### Gemengd dubbelspel
| toernooi        | 2013 | 2014 | 2015 | 2016 | 2017 | 2018 | 2019 | 2020 | 2021 | 2022 | 2023 | 2024 |
| --------------- | ---- | ---- | ---- | ---- | ---- | ---- | ---- | ---- | ---- | ---- | ---- | ---- |
| Australian Open | –    | 1R   | 2R   | 1R   | 1R   | 2R   | 2R   | 2R   | 1R   | –    | 1R   | 1R   |
| Roland Garros   | –    | 1R   | 1R   | KF   | 2R   | 1R   | KF   | g.t. | 1R   | 2R   | KF   | 1R   |
| Wimbledon       | 1R   | F    | 1R   | 2R   | 2R   | 3R   | 2R   | g.t. | –    | 1R   | 1R   | 1R   |
| US Open         | KF   | 2R   | –    | 2R   | F    | 1R   | F    | g.t. | 1R   | –    | 1R   | 1R   |

## Palmares
| Legenda                 |
| ----------------------- |
| Grandslamtoernooi       |
| Olympische Spelen       |
| Year-End Championships  |
| Premier Mandatory       |
| Premier Five / WTA 1000 |
| Premier / WTA 500       |
| International / WTA 250 |
| Challenger / WTA 125    |

### WTA-finaleplaatsen enkelspel
geen

### WTA-finaleplaatsen vrouwendubbelspel
| nr.              | finale     | toernooi          | ondergrond    | partner                 | tegenstandsters                            | score            |         |
| ---------------- | ---------- | ----------------- | ------------- | ----------------------- | ------------------------------------------ | ---------------- | ------- |
| gewonnen finales |            |                   |               |                         |                                            |                  |         |
| 01.              | 2012-11-04 | WTA Taipei        | tapijt (i)    | Kristina Mladenovic     | Chang Kai-chen Volha Havartsova            | 5-7, 6-2, [10-8] | details |
| 02.              | 2013-01-05 | WTA Shenzhen      | hardcourt     | Chan Yung-jan           | Iryna Boerjatsjok Valerija Solovjeva       | 6-0, 7-5         | details |
| 03.              | 2013-05-04 | WTA Oeiras        | gravel        | Kristina Mladenovic     | Darija Jurak Katalin Marosi                | 7-6, 6-2         | details |
| 04.              | 2014-04-20 | WTA Kuala Lumpur  | hardcourt     | Tímea Babos             | Chan Yung-jan Zheng Saisai                 | 6-3, 6-4         | details |
| 05.              | 2014-06-21 | WTA Eastbourne    | gras          | Chan Yung-jan           | Martina Hingis Flavia Pennetta             | 6-3, 5-7, [10-7] | details |
| 06.              | 2014-11-09 | WTA Taipei        | tapijt (i)    | Chan Yung-jan           | Chang Kai-chen Chuang Chia-jung            | 6-4, 6-3         | details |
| 07.              | 2015-02-15 | WTA Pattaya       | hardcourt     | Chan Yung-jan           | Shuko Aoyama Tamarine Tanasugarn           | 2-6, 6-4, [10-3] | details |
| 08.              | 2015-05-23 | WTA Neurenberg    | gravel        | Anabel Medina Garrigues | Lara Arruabarrena Raluca Olaru             | 6-4, 7-6         | details |
| 09.              | 2015-08-23 | WTA Cincinnati    | hardcourt     | Chan Yung-jan           | Casey Dellacqua Jaroslava Sjvedova         | 7-5, 6-4         | details |
| 10.              | 2015-09-20 | WTA Japan (Tokio) | hardcourt     | Chan Yung-jan           | Misaki Doi Kurumi Nara                     | 6-1, 6-2         | details |
| 11.              | 2016-02-14 | WTA Kaohsiung     | hardcourt     | Chan Yung-jan           | Eri Hozumi Miyu Kato                       | 6-4, 6-3         | details |
| 12.              | 2016-02-27 | WTA Doha          | hardcourt     | Chan Yung-jan           | Sara Errani Carla Suárez Navarro           | 6-3, 6-3         | details |
| 13.              | 2016-10-16 | WTA Hongkong      | hardcourt     | Chan Yung-jan           | Naomi Broady Heather Watson                | 6-3, 6-1         | details |
| 14.              | 2017-02-05 | WTA Taiwan        | hardcourt (i) | Chan Yung-jan           | Lucie Hradecká Kateřina Siniaková          | 6-4, 6-2         | details |
| 15.              | 2017-10-15 | WTA Hongkong      | hardcourt     | Chan Yung-jan           | Lu Jiajing Wang Qiang                      | 6-1, 6-1         | details |
| 16.              | 2018-02-24 | WTA Dubai         | hardcourt     | Yang Zhaoxuan           | Hsieh Su-wei Peng Shuai                    | 4-6, 6-2, [10-6] | details |
| 17.              | 2019-01-12 | WTA Hobart        | hardcourt     | Latisha Chan            | Kirsten Flipkens Johanna Larsson           | 6-3, 3-6, [10-6] | details |
| 18.              | 2019-02-16 | WTA Doha          | hardcourt     | Latisha Chan            | Anna-Lena Grönefeld Demi Schuurs           | 1-6, 6-3, [10-6] | details |
| 19.              | 2019-06-29 | WTA Eastbourne    | gras          | Latisha Chan            | Kirsten Flipkens Bethanie Mattek-Sands     | 2-6, 6-3, [10-6] | details |
| 20.              | 2019-09-21 | WTA Osaka         | hardcourt     | Latisha Chan            | Hsieh Su-wei Hsieh Yu-chieh                | 7-5, 7-5         | details |
| 21.              | 2023-02-05 | WTA Hua Hin       | hardcourt     | Wu Fang-hsien           | Wang Xinyu Zhu Lin                         | 6-1, 7-6         | details |
| 22.              | 2024-01-13 | WTA Hobart        | hardcourt     | Giuliana Olmos          | Guo Hanyu Jiang Xinyu                      | 6-3, 6-3         | details |
| 23.              | 2024-04-21 | WTA Stuttgart     | gravel (i)    | Veronika Koedermetova   | Ulrikke Eikeri Ingrid Neel                 | 4-6, 6-3, [10-2] | details |
| verloren finales |            |                   |               |                         |                                            |                  |         |
| 01.              | 2012-02-12 | WTA Pattaya       | hardcourt     | Chan Yung-jan           | Sania Mirza Anastasia Rodionova            | 6-3, 1-6, [8-10] | details |
| 02.              | 2012-03-04 | WTA Kuala Lumpur  | hardcourt     | Rika Fujiwara           | Chang Kai-chen Chuang Chia-jung            | 5-7, 4-6         | details |
| 03.              | 2013-08-04 | WTA Carlsbad      | hardcourt     | Janette Husárová        | Raquel Kops-Jones Abigail Spears           | 4-6, 1-6         | details |
| 04.              | 2013-09-28 | WTA Tokio         | hardcourt     | Liezel Huber            | Cara Black Sania Mirza                     | 6-4, 0-6, [9-11] | details |
| 05.              | 2014-04-06 | WTA Charleston    | gravel        | Chan Yung-jan           | Anabel Medina Garrigues Jaroslava Sjvedova | 6-7, 2-6         | details |
| 06.              | 2015-09-26 | WTA Tokio         | hardcourt     | Chan Yung-jan           | Garbiñe Muguruza Carla Suárez Navarro      | 5-7, 1-6         | details |
| 07.              | 2015-10-10 | WTA Peking        | hardcourt     | Chan Yung-jan           | Martina Hingis Sania Mirza                 | 7-6, 1-6, [8-10] | details |
| 08.              | 2016-06-25 | WTA Eastbourne    | gras          | Chan Yung-jan           | Darija Jurak Anastasia Rodionova           | 7-5, 6-7, [6-10] | details |
| 09.              | 2017-05-27 | WTA Straatsburg   | gravel        | Chan Yung-jan           | Ashleigh Barty Casey Dellacqua             | 4-6, 2-6         | details |
| 10.              | 2017-06-25 | WTA Birmingham    | gras          | Zhang Shuai             | Ashleigh Barty Casey Dellacqua             | 1-6, 6-2, [8-10] | details |
| 11.              | 2017-07-15 | Wimbledon         | gras          | Monica Niculescu        | Jekaterina Makarova Jelena Vesnina         | 0-6, 0-6         | details |
| 12.              | 2019-01-05 | WTA Brisbane      | hardcourt     | Latisha Chan            | Nicole Melichar Květa Peschke              | 1-6, 1-6         | details |
| 13.              | 2021-02-07 | WTA Melbourne     | hardcourt     | Latisha Chan            | Barbora Krejčíková Kateřina Siniaková      | 3-6, 6-7         | details |
| 14.              | 2022-08-07 | WTA San José      | hardcourt     | Shuko Aoyama            | Xu Yifan Yang Zhaoxuan                     | 5-7, 0-6         | details |
| 15.              | 2023-02-12 | WTA Abu Dhabi     | hardcourt     | Shuko Aoyama            | Luisa Stefani Zhang Shuai                  | 6-3, 2-6, [8-10] | details |
| 16.              | 2023-02-25 | WTA Dubai         | hardcourt     | Latisha Chan            | Veronika Koedermetova Ljoedmila Samsonova  | 4-6, 7-6, [1-10] | details |
| 17.              | 2023-10-08 | WTA Peking        | hardcourt     | Giuliana Olmos          | Marie Bouzková Sara Sorribes Tormo         | 6-3, 0-6, [4-10] | details |
| 18.              | 2024-06-23 | WTA Berlijn       | gras          | Veronika Koedermetova   | Wang Xinyu Zheng Saisai                    | 2-6, 5-7         | details |
| 19.              | 2024-06-29 | WTA Bad Homburg   | gras          | Veronika Koedermetova   | Nicole Melichar-Martinez Ellen Perez       | 6-4, 3-6, [8-10] | details |
| 20.              | 2024-10-06 | WTA Peking        | hardcourt     | Veronika Koedermetova   | Sara Errani Jasmine Paolini                | 4-6, 4-6         | details |

### Finaleplaatsen gemengd dubbelspel
| nr.              | finale     | toernooi  | ondergrond | partner       | tegenstanders                      | score            |         |
| ---------------- | ---------- | --------- | ---------- | ------------- | ---------------------------------- | ---------------- | ------- |
| gewonnen finales |            |           |            |               |                                    |                  |         |
| geen             |            |           |            |               |                                    |                  |         |
| verloren finales |            |           |            |               |                                    |                  |         |
| 1.               | 2014-07-06 | Wimbledon | gras       | Maks Mirni    | Samantha Stosur Nenad Zimonjić     | 4-6, 2-6         | details |
| 2.               | 2017-09-09 | US Open   | hardcourt  | Michael Venus | Martina Hingis Jamie Murray        | 1-6, 6-4, [8-10] | details |
| 3.               | 2019-09-07 | US Open   | hardcourt  | Michael Venus | Bethanie Mattek-Sands Jamie Murray | 2-6, 3-6         | details |